# USEN on フレッツ
USEN on フレッツ（ユウセン オン フレッツ）とは、株式会社USENが運営している個人向け電気通信役務利用放送（多チャンネル光IP方式ラジオ有線役務利用放送）サービスである。2008年12月1日にサービスを開始した。

## 概要
USENの有線放送サービスである同軸ケーブルを使用したUSEN440や通信衛星を使用したSOUND PLANETと異なり、NTT東日本・NTT西日本の「フレッツ光」を使用したサービスである。従って、利用するにはフレッツ光回線が必要となる。また、サービス当初はプロバイダがGyaO光に限定されていたが、2009年4月よりプロバイダがGyaO光以外の場合でも、利用できるようになった。なお、USEN440やSOUND PLANETと異なり、リクエストはできない。
チャンネル数は2008年12月のサービス開始当初はmusic AirBee!と同等であり、SOUND PLANETの一部のチャンネルは聴取できなかった。2009年6月より関東地方で聴取可能なラジオ局の視聴が指定エリアのみで聴取可能になり、2009年07月より、SOUND PLANETの全てのチャンネルが聴取可能となった。関東のラジオ局が聴取可能な地域は、東京都・神奈川県・千葉県・埼玉県・茨城県・栃木県・群馬県であり、通常と比べ10ch多く聴取可能である。
USEN on フレッツの利用方法は2種類ある。USEN on フレッツ専用のチューナーを利用する方法と、U-NEXTの専用チューナーを利用する方法である。ただし両者は、専用チューナーや、金額等異なる部分がある。以下に差異についてまとめる。（2009年7月現在）
|                | USEN on フレッツ（専用）         | U-NEXT                                                                          |
| 専用チューナー | CS-01N                           | VIP1200J、AV-LS500UL、AV-LS500L等                                               |
| 料金           | 月額使用料＋チューナーレンタル料 | 月額使用料（プランにより異なる） ＋チューナーレンタル料（買取の場合は必要なし） |
| その他         | 聴取するにはスピーカーが必要。   | 番組選択をモニター上でするためテレビ等が必要。 映像サービスも利用可能           |
| -------------- | -------------------------------- | ------------------------------------------------------------------------------- |